# Ист Хоуп (Ајдахо)
Ист Хоуп (енгл. East Hope) град је у америчкој савезној држави Ајдахо.

## Демографија
По попису из 2010. године број становника је 210, што је 10 (5,0%) становника више него 2000. године.
| Група             | 2000.       | 2010.       |
| Белци             | 196 (98,0%) | 202 (96,2%) |
| Афроамериканци    | 0 (0,0%)    | 0 (0,0%)    |
| Азијати           | 1 (0,5%)    | 1 (0,5%)    |
| Хиспаноамериканци | 1 (0,5%)    | 5 (2,4%)    |
| Укупно            | 200         | 210         |